# Piedralaves
Piedralaves es un municipio y localidad española de la provincia de Ávila, en la comunidad autónoma de Castilla y León. Ubicado en la comarca del Valle del Tiétar, cuenta con una población de 2150 habitantes (INE 2024).

## Toponimia
El topónimo fue documentado por primera vez en el Libro de la Montería de Alfonso XI con la forma Pie de Labas. En los siglos XV y XVI también se documentaron las formas de transición Piedelaves/Piedelabes y Piedalabes.

## Geografía

### Ubicación
El término municipal de Piedralaves se encuentra situado en la vertiente sur de la sierra de Gredos en el valle del Tiétar y limita al norte con la localidad de Burgohondo y Navaluenga; al oeste con Casavieja; al este con La Adrada y al sur con La Iglesuela del Tiétar, este último en Castilla-La Mancha. La localidad está situada a una altitud de 717 m sobre el nivel del mar.
| Noroeste: Burgohondo | Norte: Burgohondo y Navaluenga | Noreste: Navaluenga |
| Oeste: Casavieja     |                                | Este: La Adrada     |
| Suroeste: Casavieja  | Sur: La Iglesuela del Tiétar   | Sureste: La Adrada  |

Cuenta con 55 km², y una densidad de 41 hab./km². El núcleo urbano se encuentra a 717 m sobre el nivel de mar aunque en el término municipal se pueden encontrar cotas de 1528 m (Sarnosa) o 1994 m (Lanchamala).
Se encuentra a 85 km de Ávila Capital, 95 km de Madrid, 90 km de Toledo y a 54 km de Talavera de la Reina, la vía principal de acceso a Piedralaves es la carretera CL-501, autonómica de primer orden.
El río Tiétar hace de línea fronteriza con la provincia de Toledo y a lo largo de su recorrido recibe los caudales de los numerosos afluentes que proceden de la Sierra de Gredos y que se precipitan desde las cumbres por profundas gargantas, entre estos afluentes que superan grandes desniveles y que tienen un marcado régimen nivo-pluvial destaca el río Escorial o garganta de Valdetejo que trascurre por el límite municipal separando Piedralaves de La Adrada.

### Clima
El clima de Piedralaves es de tipo mediterráneo con influencia oceánica, que se caracteriza por inviernos templados y veranos secos y calurosos.
La pluviosidad es alta, concentrándose las lluvias en primavera y otoño, lo que genera un gran estrés hídrico en la vegetación durante el verano.

### Vegetación
La situación de Piedralaves, al sur de la sierra de Gredos, junto con la altitud media poco elevada y el clima, condiciona su paisaje. Se pueden contemplar distintos tipos de vegetación que se escalona en función de la altitud, en la zona más baja (hasta los 900 m) la encina se encuentra mezclada con el alcornoque, rebollo y castaño. En algunos sitios el encinar ha desaparecido en favor del olivo, vid, higuera o incluso la jara o brezo.
En la zona situada entre los 900 y los 1700 m aproximadamente, predomina el roble melojo o rebollo. Este melojar autóctono ha sido sustituido en gran parte por repoblaciones de pino resinero.
Por encima de los 1800 m de altitud la vegetación dominante son piornos, enebros rastreros y cambrones.

## Historia

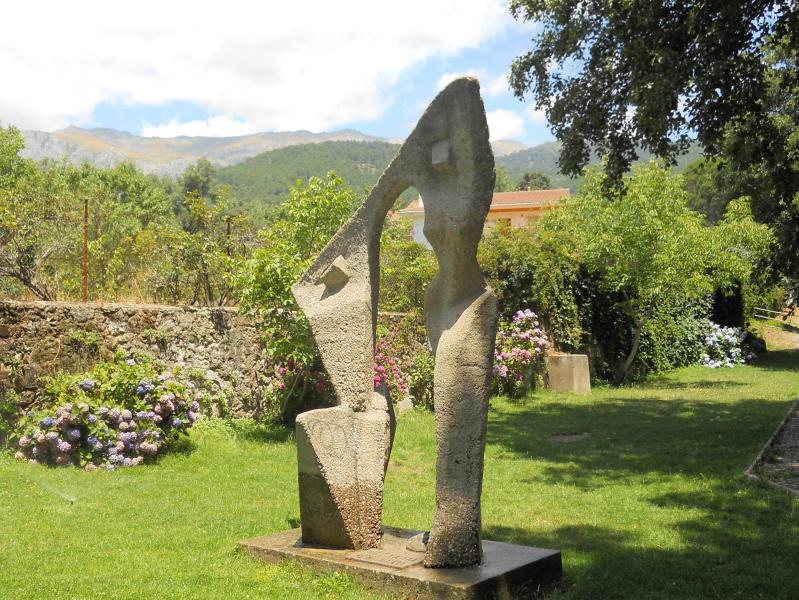
Monumento conmemorativo del 350 aniversario de la independencia de Piedralaves

El 23 de mayo de 1639 Piedralaves obtuvo del monarca Felipe IV el privilegio de villazgo independizándose del señorío de la Adrada —por entonces un marquesado—. Esta efeméride ha sido celebrada en la historia reciente del municipio en dos ocasiones: el 23 de mayo de 1989, con motivo de 350 aniversario, inaugurándose un monumento conmemorativo en el Parque del Venerito; y en 2014 al festejar los 375 años transcurridos. Las celebraciones en esta última ocasión se produjeron el 16 de agosto, cuando se rindió en el Parque Municipal un homenaje a los 19 alcaldes del municipio, que rigieron los destinos de esta villa desde el año 1900 hasta ese momento. Además el 6 de diciembre de 2014 se inauguró un nuevo parque a la entrada del pueblo, denominado parque de la Villa donde destaca un alcornoque, que es el árbol que caracteriza a los habitantes del municipio. 
A mediados del siglo XIX, la localidad contaba con 713 habitantes y unas 200 casas. Aparece descrita en el decimotercer volumen del Diccionario geográfico-estadístico-histórico de España y sus posesiones de Ultramar de Pascual Madoz de la siguiente manera:

PIEDRALAVES: v. con ayunt. de la prov., y dióc. de Avila (8 leg.), part. jud. de Arenas de San Pedro (8), aud. terr. de Madrid (18), c. g. de Castilla la Vieja (Valladolid 28). sit. en la falda S. de la sierra titulada Navalengua, la combaten los vientos E., S. y O. El clima es templado y sus enfermedades mas comunes, tercianas. Tiene 200 casas de mediana construccion; la del ayunt., cárcel, escuela de primeras letras comun á ambos sexos, á la que concurren 50 niños y 40 niñas, dotada con 1,100 rs. 3 fuentes de buenas aguas, de las cuales se utilizan los vecinos para sus usos; una igl. parr. (San Antonio de Padua), con curato de entrada y provision ordinaria ; 2 ermitas (Ntra. Sra. de la Concepcion, y San Roque), con culto público, á espensas de los fieles, y un cementerio en parage que no ofende la salud pública. Confina el térm. N. Navaluenga; E. Sotíllo; S. Casas-viejas, y O. Adrada; se estiende una leg. por N. y 1/2 por E. S. y O., y comprende bastante monte bajo, pinos, robles, y alcornoque; mucho viñedo y olivares, y abundantes prados, y huertos, con variedad de frutales; brotan en el 8 fuentes y diferentes manantiales, entre ellos algunos de agua mineral; y le atraviesa, pasando por el E. inmediato á la poblacion, una garganta, de curso perenne cuyas aguas se utilizan para el riego. El terreno es montuoso, y de inferior calidad. caminos: los que dirigen á los pueblos limítrofes en mal estado. correo se recibe en Cadalso, y Adrada. prod.: centeno, vino, aceite, castañas, nueces, legumbres y frutas; mantiene ganado lanar, cabrio, vacuno, y de cerda; cria caza de conejos, perdices, liebres, jabalíes, corzos y lobos; y pesca de truchas, barbos y anguilas. ind.: la agricola, 2 molinos harineros, otros 2 de aceite y un batan de paños bastos. pobl.: 202 vec., 713 alm. cap. prod.: 2.107,400 rs. imp.: 84,296. ind. y fab.: 500. contr.: 18,633. presupuesto municipal 6,000 rs. que se cubren algunos con los fondos del comun, y reparto vecinal.
(Madoz, 1849, p. 23)

## Demografía
Piedralaves cuenta con una población de 2150 habitantes (INE 2024).
| Gráfica de evolución demográfica de Piedralaves entre 1842 y 2021 |
| |
| Población de derecho según los censos de población del INE. Población de hecho según los censos de población del INE.En estos censos se denominaba Piedralabes: 1842, 1857, 1860, 1877, 1887, 1897, 1900 y 1910. |

## Comunicaciones

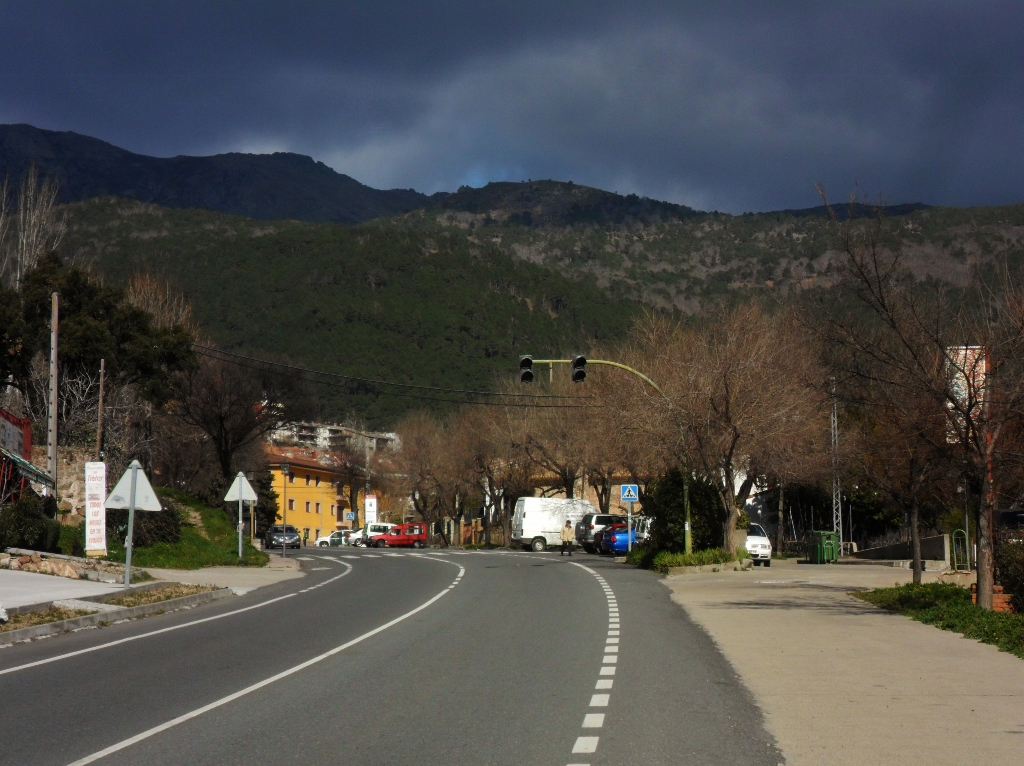
Vista de la CL-501 en la entrada oeste a la localidad

La principal vía de acceso a Piedralaves es la carretera comarcal CL-501, normalmente conocida como autovía de los pantanos que naciendo en el municipio de Alcorcón recorre todo el valle del Tiétar llegando hasta Plasencia perteneciente a Extremadura. Esta carretera transita por el casco urbano de la localidad, lo que hace que en parte el pueblo se vertebre en torno a ella, generando gran riqueza a los negocios instalados en la misma. A través de esta carretera se puede llegar, además de a los pueblos de alrededor, a las localidades de Arenas de San Pedro o Madrid. A muy pocos kilómetros de la localidad, cerca de San Martín de Valdeiglesias se encuentra la carretera nacional N-403, que une las ciudades de Toledo y Ávila.
En cuanto al transporte en autobús, existen dos empresas que comunican la localidad con la capital de provincia, Ávila, y con la capital de España, Madrid. Pertenecientes al grupo Samar, dan servicio a la localidad con las líneas:
- Arenas de San Pedro-Madrid (comunica Sotillo de la Adrada, a través de la C-501 con Madrid y Arenas de San Pedro).

Para llegar a la localidad desde Madrid se deben coger los autobuses en la estación de Méndez Álvaro.
- Pedro Bernardo-Ávila (comunica Sotillo de la Adrada, a través de la C-403 con Ávila). Este servicio es muy reducido.

Esta compañía da servicio también a través de la línea Sotillo de la Adrada-Madrid. Desde 2015 hay dos paradas de autobuses en Piedralaves. Ambas están situadas en la avenida de Castilla y León: la más antigua en el paseo cerca de San Roque y la más moderna cerca de la Posada Quinta de San José.

## Economía
Se trata de unos de los municipios más turísticos de la provincia abulense debido a su belleza paisajística, al buen clima y al carácter acogedor de sus gentes. Tradicionalmente ha contado con una gran cantidad de establecimientos hosteleros, que a pesar de haber disminuido en los últimos años, continúan siendo numerosos. También destaca la oferta de campamentos infantiles que dotan al pueblo de gran popularidad entre los alumnos de los colegios madrileños.[cita requerida]

## Administración y política

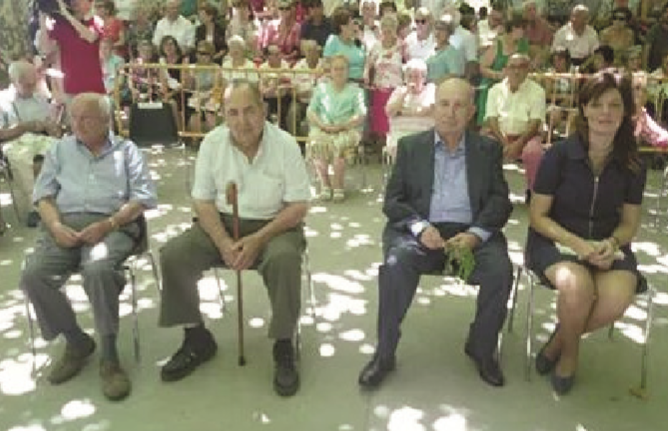
Homenaje a los alcaldes del con motivo del 375 aniversario de la independencia de Piedralaves (16 de agosto de 2014)

En el plano político, desde la finalización de la guerra civil española hasta la restauración democrática, Piedralaves ha contado con 4 alcaldes: Manuel Sánchez Domínguez, durante el periodo de posguerra; Mariano García Alonso, durante 24 años; Emeterio Moreno López, desde mediados de la década de 1960; y José María González López, a lo largo de la Transición Democrática.
Desde las elecciones municipales del 13 de abril de 1979, el Ayuntamiento de Piedralaves ha tenido cinco alcaldes: José López Cuéllar (1979-1983) perteneciente a un partido independiente; Julián García Sánchez (1983-1987) de Alianza Popular; Manuel Gómez López (1987-1995) del PSOE; Ángel Galeano Arianes (1995-1999) miembro del PP, María Victoria Moreno Saugar (1999-2021), del PP y Germán Ulloa López (2021-Actualidad) del Partido Popular.

### Elecciones municipales
En el periodo 1983-2015, los partidos más votados en las elecciones municipales fueron los siguientes: 

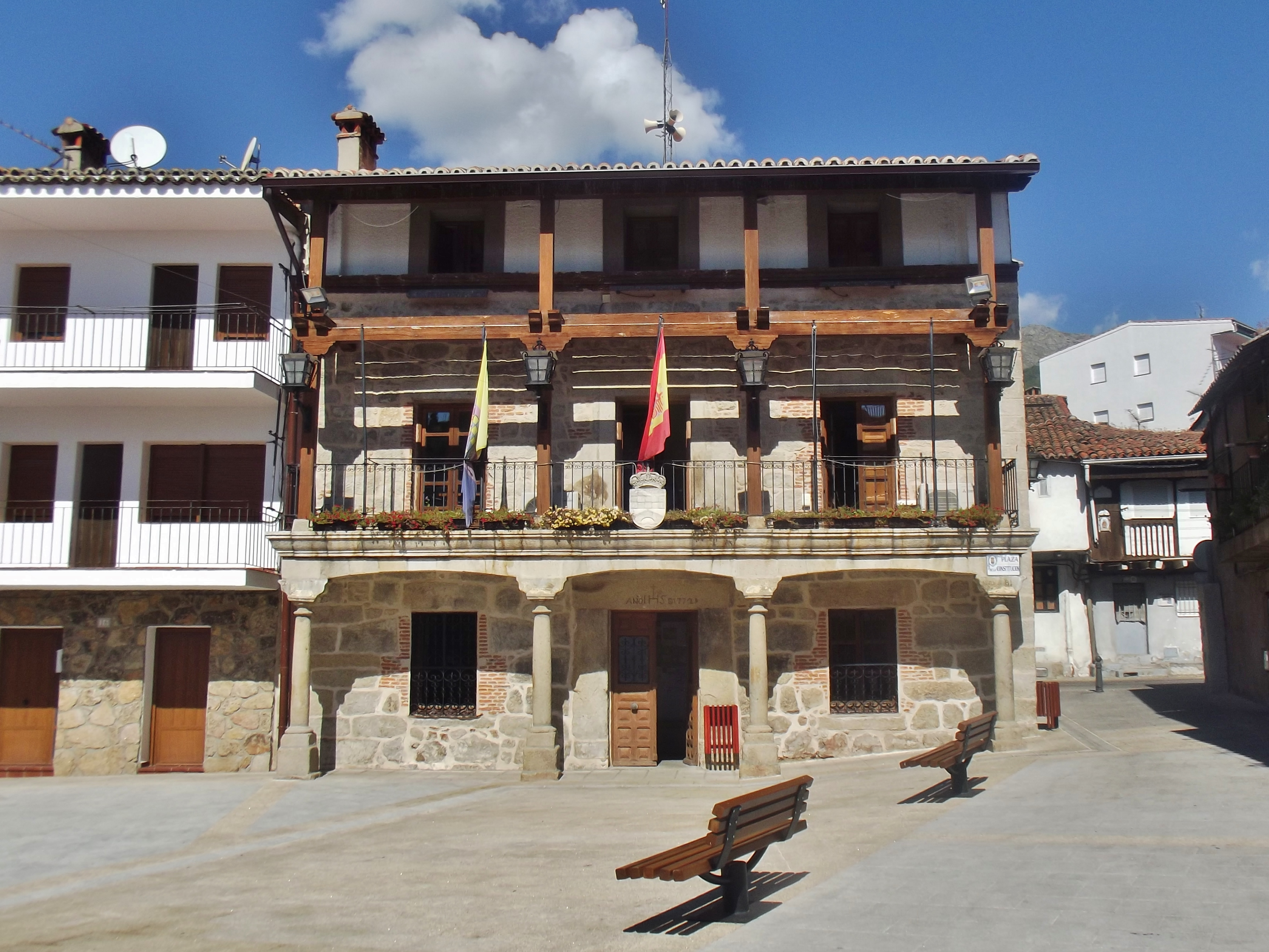
Casa consistorial

- 1983: AP con el 58,22 % de los votos y 7 concejales (mayoría absoluta).
- 1987: PSOE con el 36,13 % de los votos y 4 concejales (a pesar de que el posible pacto entre los partidos de centro-derecha AP y el Partido Liberal hubiera sumado mayoría absoluta, la falta de acuerdo entre ambas formaciones, dio la alcaldía al PSOE, que había sido el partido más votado)
- 1991: PSOE con el 52,62 % de los votos y 6 concejales (mayoría absoluta).
- 1995: PP con el 45,95 % de los votos y 5 concejales (pacto de gobierno alcanzado con el concejal del partido Agrupación Independiente de Ávila).
- 1999: PP con el 45,26 % de los votos y 5 concejales (pacto de gobierno alcanzado con la concejal del partido Unión Centrista-CDS. En las siguientes elecciones, dicha formación quedó integrada dentro de la candidatura del PP).
- 2003: PP con el 47,50 % de las votos y 6 concejales (mayoría absoluta).
- 2007: PP con el 48,66 % de los votos y 6 concejales (mayoría absoluta).
- 2011: PP con el 47,54 % de los votos y 6 concejales (mayoría absoluta).
- 2015: PP con el 46,52 % de los votos y 6 concejales (mayoría absoluta).
- 2019: PP con el 45,55 % de los votos y 5 concejales.
- 2023: PP con el 70,61 % de los votos y 8 concejales (mayoría absoluta).

## Cultura

### Educación
- Colegio público San Juan de la Cruz: construido en 2007.
- Aula de Adultos.
- Guardería Infantil Chiqui Piedra.
- Aula Mentor: es un Centro de formación dirigido a jóvenes y adultos de toda la zona del Valle del Tiétar.
- Escuela Oficial de Idiomas: es una sección de la Escuela Oficial de Idiomas de Ávila creada en el curso 2006-2007.
- Escuela de Música.

### Fiestas

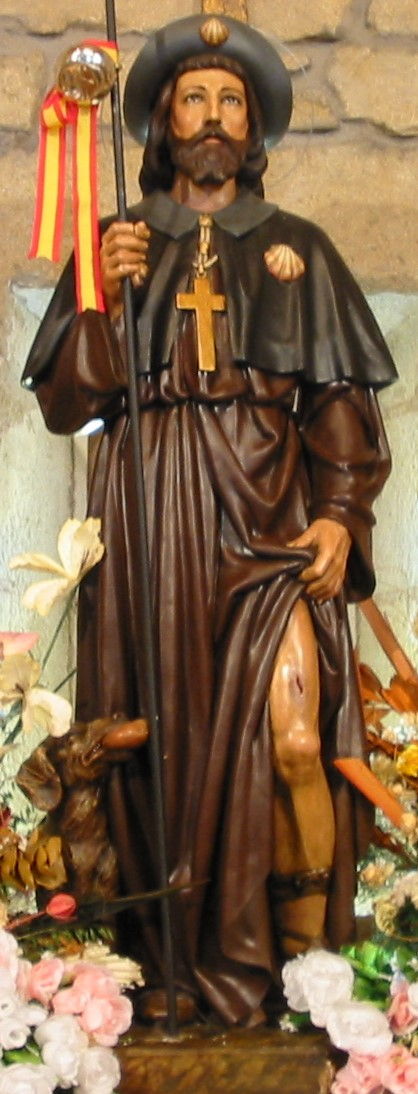
Imagen de san Roque, patrón de Piedralaves

El patrón del municipio es San Roque, festividad que se celebra cada 16 de agosto con una Misa y procesión, junto con una gran variedad de actividades (bailes, festejos taurinos). Durante el resto del año la imagen del santo es venerada en su ermita. El día 7 de agosto es llevada en procesión a la iglesia de Piedralaves para el comienzo de la novena. Ésta permanece en el templo parroquial hasta el día 17, conocido como "Día de san Roquito" cuando tras la subasta de ofrendas y banzos es conducida de nuevo en procesión a la ermita del Santo. 
- Carnavales: son la primera fiesta que se celebra en el año en Piedralaves y una de las más conocidas y reconocidas. Cuatro días de baile, disfraces, entusiasmo y disfrute repletos de actividades para grandes y pequeños. Los grandes protagonistas de esta fiesta son los quintos, que año tras año se encargan de mantener viva una tradición que ha sobrevivido durante décadas. Así se puede ver a los jóvenes jugando un partido de fútbol con los quintos del año siguiente o tirando de la soga en una agradable competición con sus padres. El día grande de estas fiestas es el martes, fiesta local desde hace varios años. Ese día, los piedralaveños se lanzan a la calle para lucir los trajes que confeccionan durante varios meses. Hay Desfile de disfraces, baile por la noche y un día dedicado a los niños. Es típico de estos días, los llamados bollos de carnaval, hechos de manteca o aceite que antaño, se elaboraban en el horno del pan las vísperas de estos días. En la actualidad se pueden degustar durante todo el año en la panadería tradicional del pueblo.[cita requerida]

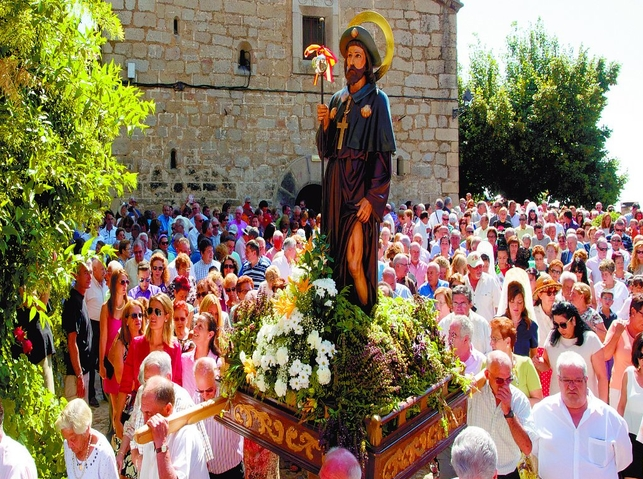
Procesión del día de san Roque

- Fiestas de San Roque: se celebran entre el 13 y el 18 de agosto y el día grande es el 16. Misas, procesiones, bailes, festejos taurinos y actividades para niños copan los cinco días de fiesta. Durante esa semana, Piedralaves se pone de gala para recibir a los turistas y a la gente del pueblo a las que, el trabajo u otras circunstancias de la vida, les llevaron a vivir lejos y vuelven a casa durante las fiestas. Son días de reencuentros, de comidas familiares, de risas, de recordar viejos tiempos y generar nuevos recuerdos
- Concurso de tapas. Cita el día 9 y 10 de abril de 2016. Los bares preparan una tapa y hay dos premios, el que otorga el jurado y un premio popular, con tu voto participas en el sorteo de diferentes artículos.[cita requerida]
- Romería. No es una fiesta tradicional, se ha instaurado en los últimos años. Es el sábado más próximo al día 15 de mayo. Concentración de caballistas en el prado de san roque, recorrido por las calles del pueblo, En la puerta de la iglesia se entona la salve rociera, y se regresa al parque de San Roque, donde se presencia una exhibición de sevillanas, Finalizados los actos dirección a la pradera del vaho, donde el ayuntamiento prepara una paella.[cita requerida]
- Las Luminarias y Romería de San Isidro desde tiempos ancestrales, es típico en Piedralaves celebrar la víspera de San Isidro las luminarias. Los chavales van al campo a recoger jaras, retamas y romero con las que hacer las hogueras por los diferentes barrios del pueblo. Pasear por el pueblo de luminaria en luminaria a la vez que se huele el romero mientras se quema es una sensación verdaderamente agradable. Más moderna es la Romería, que se celebra el fin de semana después del 15 de mayo. Caballos, flamenco, volantes y risas vuelven a tomar las calles de Piedralaves. Una misa, un recorrido con las carretas por las calles del pueblo y, finalmente, una comida en la zona del río hace las delicias de los amantes del sur de España. Por tradiciones como esta y por su clima Piedralaves también recibe el nombre de La Andalucía de Ávila.
- Calbotada. Es una celebración nueva. Se celebra el primer fin de semana de noviembre. Se asan castañas, que aquí asadas las llaman calbotes en el prado de San Roque (castañas) por la noche y se cuentan historias típicas.[cita requerida]
- Cencerrada. Una fiesta recién estrenada y, quizás, la más ruidosa de todas. La primera vez que se celebró fue en 2014. Se celebra el 13 de diciembre y los habitantes de Piedralaves se reúnen en la Plaza del Ayuntamiento con cencerros para festejar Santa Lucía. La tradición cuenta que era esta fecha la que marcaba el inicio de la Navidad. De ahí el refrán que dice: Santa Lucía las fiestas aviva.

### Patrimonio
Piedralaves posee una bella iglesia erigida en honor de San Antonio de Padua, en la que se puede reconocer a simple vista una primera construcción en el siglo XVII y una reconstrucción en el siglo XVIII. Tras acceder a través de una pequeña puerta con bóveda de cañón, se accede a la capilla en que existe un artesonado mudéjar y un retablo barroco digno de ser admirado por la ciencia del arte.
La Torre del Reloj es otro de los símbolos de este pueblo, y es tan singular porque está separada del edificio consistorial.
También posee un puente romano denominado así, aunque en realidad es medieval, en excelente estado de conservación que fue en su tiempo paso obligado en el camino de Madrid a Plasencia. También destacan las numerosas casas con balconadas de madera y mampostería de granito, especialmente la Casa de los Balcones (conocida como Casa de los Cartagena).

Otros de los sitios más pintorescos de Piedralaves son: 
- La Charca de la Nieta.
- La Presa del Horcajo.
- La Ermita de San Roque.

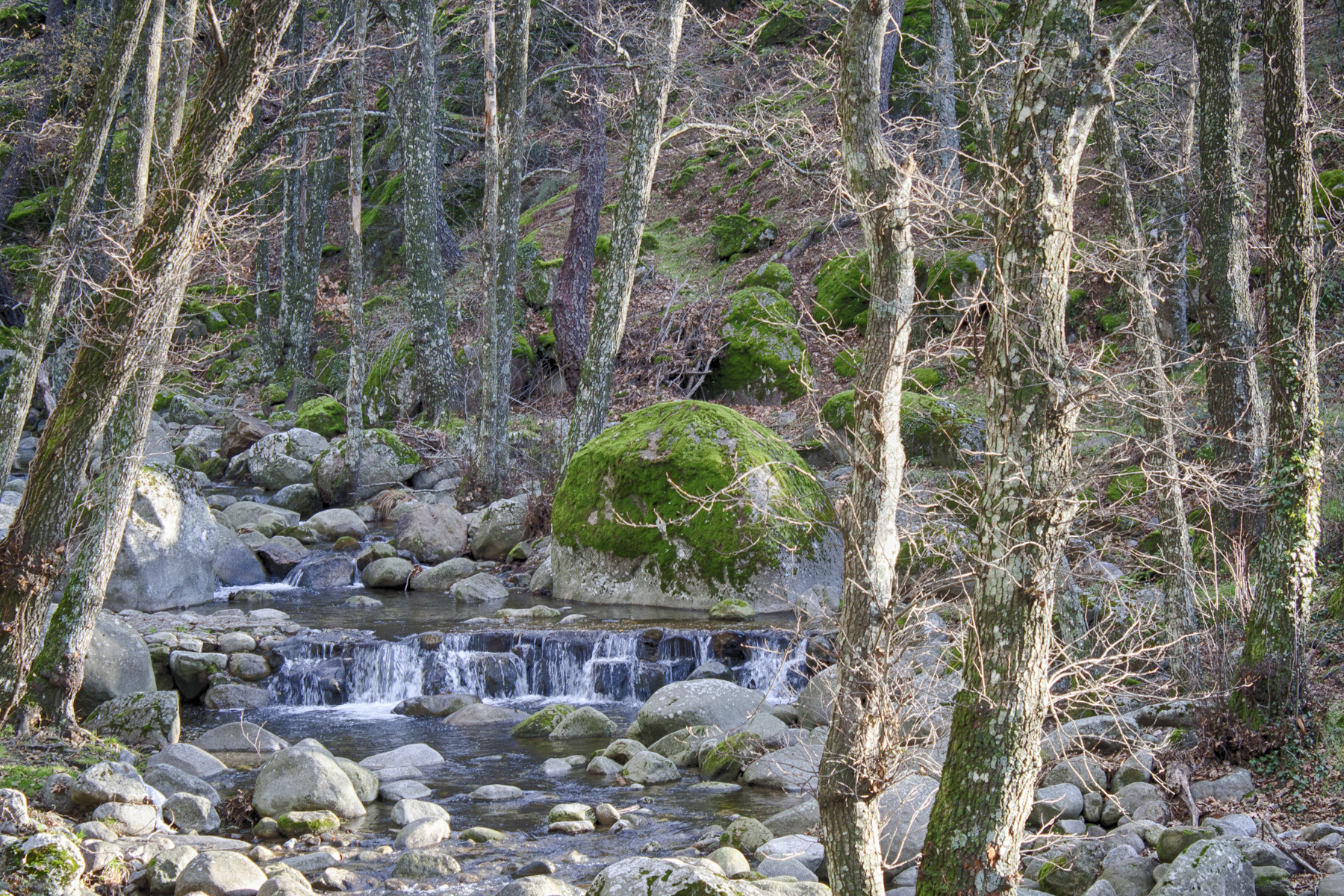
Vista de la Garganta de Nuño Cojo, situada en el término municipal.

- La Ermita de la Concepción, conocida como Ermita del Parque.
- La Cruz de los Enamorados.
- El Puente de Madera.
- La Garganta del Nuño Cojo.
- El Venerito.
- El Puente y la Fuente de los Forestales.
- La Fuente del Venero.
- La Casa de las 4 Calles.
- La Casa del Naranjo.

## Deporte
Piedralaves cuenta con diferentes eventos deportivos:
- Duatlón: tiene lugar durante el mes de mayo.
- Cross Pinar: evento que tiene lugar durante el mes de junio.
- Maratón de Fútbol sala: mes de junio.
- Campeonato de verano de fútbol sala: del 15 de julio al 13 de agosto.
- Ciclomarcha nocturna: evento programado durante la primera semana de agosto.
- Autos locos: carrera que se realiza durante la última semana de septiembre.

Se pueden realizar actividades como vuelo en parapente o senderismo con varias rutas señalizadas.[cita requerida]

## Municipios hermanados

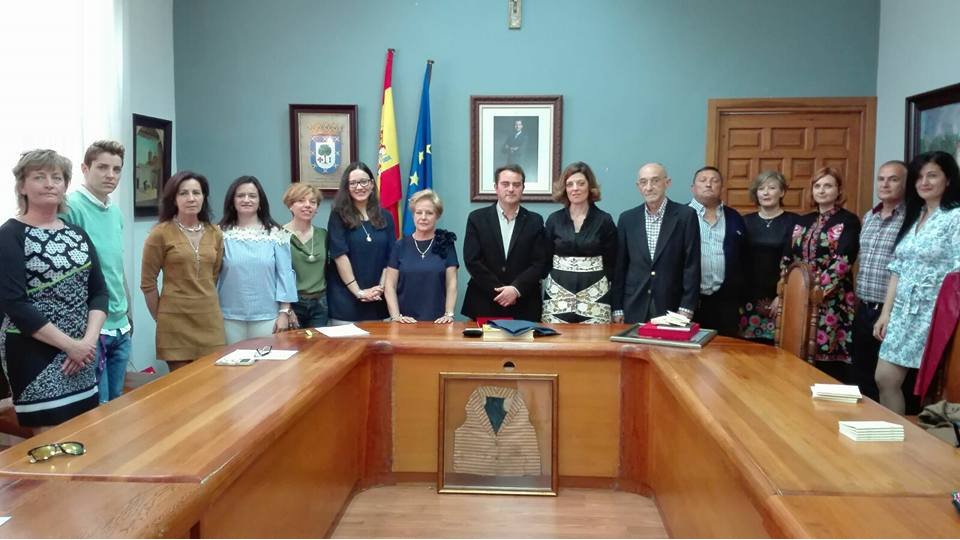
Firma del hermanamiento entre Moral de Calatrava y Piedralaves en la primera de las localidades (20 de abril de 2017)

Piedralaves se encuentra hermanado con el municipio de Moral de Calatrava, en la provincia de Ciudad Real. Dicho hermanamiento se llevó a cabo con motivo de la conmemoración del segundo centenario del Hecho Prodigioso atribuido a fray Julián de Piedralaves.
Fray Julián fue un monje que nació en Piedralaves, en el seno de una familia humilde, y que tras ordenarse franciscano ingresó en un convento de Moral de Calatrava. A pesar de los doscientos años transcurridos, es recordado con veneración y cariño en el municipio ciudadrealeño debido a su fama de santidad, especialmente por sus oraciones y sacrificios ante la sequía que asolaba Moral de Calatrava en la primavera de 1817.
Según cuentan las crónicas, tras meses de oración y rogatorias, el día 20 de abril de 1817 el pueblo entero, a instancias del monje, salió en procesión rogando a Dios la lluvia. Fray Julián, se arrodilló, y tras pronunciar las palabras Señor, fuimos pecadores de tu viña los postreros, pero mándanos el agua, para regar nuestros huertos, el cielo oscureció repentinamente, comenzando a llover. 

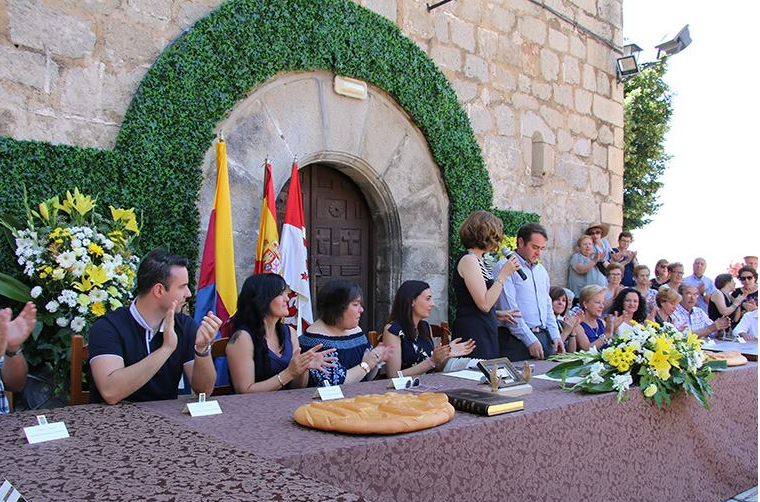
Ratificación del hermanamiento entre Piedralaves y Moral de Calatrava en la primera de las localidades (10 de junio de 2017)

Este suceso se ha ido transmitiendo de generación en generación entre las gentes de Moral de Calatrava. Sus habitantes profesan un profundo agradecimiento y respeto hacia la figura de fray Julián de Piedralaves, teniendo dedicada una plaza y un parque en su honor. 
Con el fin de fomentar el contacto humano y los enlaces culturales entre los municipios de Moral de Calatrava y Piedralaves, el hermanamiento entre ambas localidades se firmó el día 20 de abril de 2017 en el Salón de Plenos del Ayuntamiento de Moral de Calatrava, dentro de los actos festivos de conmemoración del "Hecho Prodigioso" atribuido a fray Julián de Piedralaves.
Dicho hermanamiento fue ratificado en Piedralaves el 10 de junio de 2017 en un pleno extraordinario celebrado al aire libre, en el exterior de la iglesia parroquial. Contó con la participación de la Corporación Municipal Moraleña y vecinos de ambas localidades. Por la tarde se produjo la inauguración del monolito con la imagen de fray Julián de Piedralaves ubicado frente al consultorio médico del municipio, dentro del recinto denominado Cotano Moral de Calatrava.